# Lorenzo Galossi
Lorenzo Galossi (Roma, 25 maggio 2006) è un nuotatore italiano.

## Biografia
È cresciuto sportivamente tra Ippocampo SSD, Circolo Antico Tiro a Volo ASD e l'Aurelia Nuoto, salvo poi trasferirsi al Circolo Canottieri Aniene nel 2021, passando sotto la guida tecnica di Christian Minotti (ex nuotatore olimpico).
Ha rappresentato la nazionale ai Campionati europei giovanili di Roma 2021, ottenendo la medaglia di bronzo nella staffetta 4x200 m stile libero, il 5º posto negli 800 stile libero, il 12º in semifinale nei 200 stile libero e l'11º in batteria nei 400 stile libero.
Ai Campionati Italiani Primaverili 2022, che si sono svoli a Riccione nel mese di Aprile, Lorenzo Galossi è arrivato secondo nei 400 metri stile libero maschili, stabilendo il record europeo giovanile di categoria. Con il tempo di 3'45"93 migliora il record europeo juniores che era detenuto da Gabor Zombori con il tempo di 3'46"06, nuotato nel 2019.
A 16 anni ha partecipato ai Mondiali di Budapest giungendo 12º nelle batterie dei 400 metri stile libero
Ai Campionati Europei Juniores 2022, svoltisi a Bucarest, Romania, Lorenzo Galossi ha nuotato il primato personale sia nei 200 che nei 100 metri stile libero maschili. In entrambe le distanze ha ottenuto i nuovi primati italiano di categoria, con i tempi di 1'47"73 e 50"08, rispettivamente. 
Convocato in Nazionale per i Campionati Europei di Roma, Galossi ha conquistato la medaglia di argento con la staffetta 4x200 metri stile libero maschile e la medaglia di bronzo negli 800 metri stile libero maschili. Nella finale vinta da Gregorio Paltrinieri in 7'40"86, Galossi ha inoltre stabilito il record mondiale Juniores degli 800 metri stile libero maschili con il tempo di 7'43"37.

## Progressione
| Vasca lunga        | Vasca lunga        | Vasca lunga        | Vasca lunga        | Stagione  | Vasca corta        | Vasca corta        | Vasca corta        | Vasca corta        |
| 100 m stile libero | 200 m stile libero | 400 m stile libero | 800 m stile libero | Stagione  | 100 m stile libero | 200 m stile libero | 400 m stile libero | 800 m stile libero |
| 50''93             | 1'49"27            | 3'53"62            | 8'00"39            | 2020/2021 | 50''08             | 1'49"88            | 3'46"29            | 7'51"15            |
| 50''08             | 1'47"42            | 3'45"93            | 7'43"37            | 2021/2022 | 48''98             | 1'45"07            | 3'39"90            | 7'42"86            |
| 53''63             | 1'49''69           | ---                | ---                | 2022/2023 | 49''32             | 1'46''02           | ---                | ---                |
| 51''55             | 1'50"67            | 3'52"23            | ---                | 2023/2024 | 54''57             | 1'51''27           | 3'52''95           | ---                |
| 52''34             | 1'50''72           | 3'51''90           | ---                | 2024/2025 | 51''31             | 1'46''82           | 3'44''94           | ---                |

## Palmarès

### Competizioni internazionali
| Anno | Manifestazione    | Sede     | Evento     | Risultato  | Prestazione       | Note        |
| ---- | ----------------- | -------- | ---------- | ---------- | ----------------- | ----------- |
| 2021 | Europei giovanili | Roma     | 200 m sl   | Semifinale | 1'51"32           | [ 4 ]       |
| 2021 | Europei giovanili | Roma     | 400 m sl   | Batteria   | 3'55"20           |             |
| 2021 | Europei giovanili | Roma     | 800 m sl   | 5°         | 8'01"94           |             |
| 2021 | Europei giovanili | Roma     | 4x200 m sl | Bronzo     | 7'22"40 (1'50"32) |             |
| 2022 | Mondiali          | Budapest | 400 m sl   | Batteria   | 3'47"19           | [ 2 ] [ 3 ] |
| 2022 | Europei giovanili | Otopeni  | 200 m sl   | Argento    | 1'47"71           |             |
| 2022 | Europei giovanili | Otopeni  | 400 m sl   | Oro        | 3'48"14           |             |
| 2022 | Europei giovanili | Otopeni  | 800 m sl   | Oro        | 7'52"04           |             |
| 2022 | Europei giovanili | Otopeni  | 4x100 m sl | Bronzo     | 3'19"42 (50'08")  |             |
| 2022 | Europei giovanili | Otopeni  | 4x200 m sl | Oro        | 7'17"45 (1'48"76) |             |
| 2022 | Europei           | Roma     | 400 m sl   | 5°         | 3'46"94           |             |
| 2022 | Europei           | Roma     | 800 m sl   | Bronzo     | 7'43"37           |             |
| 2022 | Europei           | Roma     | 4x200 m sl | Argento    | 7'06"25           |             |

### Campionati italiani
| Anno | Edizione    | stile libero 200 m | stile libero 400 m | stile libero 800 m | stile libero 4x200 m |
| ---- | ----------- | ------------------ | ------------------ | ------------------ | -------------------- |
| 2022 | Primaverili | -                  | 2ª                 | 4ª                 | -                    |
| 2022 | Estivi      | 2ª                 | -                  | 1ª                 | 2ª                   |